# Моховое (Московская область)
Мохово́е — деревня в городском поселении Белоомут Луховицкого района Московской области. Ранее деревня относилась к рабочему посёлку Белоомут и была административно подчинена ему.
Деревня Моховое расположена в лесной местности, рядом с деревней есть болота. Ближайшая река — Шья (приток Оки), расположенная в 4 км от деревни. Рядом с деревней также располагаются угодья Белоомутского охотхозяйства. Ближайший населённый пункт — рабочий посёлок Каданок, расположенный в полутора километрах от деревни.
Во время Великой Отечественной войны жители Мохового и Каданка работали на торфопредприятии «Каданок». Своей работой на торфоразработках они обеспечивали бесперебойную работу Шатурской ГРЭС, снабжая её торфом. В городе Шатура в знак признательности заслуг рабочих торфопредприятия во время войны позже был поставлен памятник девушкам-«торфушкам». Некоторые из рабочих, работавших на предприятии во время войны, и сейчас проживают в Моховом и Каданке — теперь они признаны государством тружениками тыла и ветеранами труда.
Деревня практически полностью выгорела 29 июля 2010 года в результате лесного пожара. Жители Мохового переселены в новые дома, построенные на территории пос. Белоомут (мкр. Новый), деревня Моховое фактически ликвидирована.

## Население
| 2002 | 2006 | 2010 |
| ---- | ---- | ---- |
| 277  | ↘264 | ↘0   |

## Расположение
- Расстояние от административного центра поселения — посёлка Белоомут
  - 5 км на север от центра посёлка
  - 4—5 км по дороге от границы посёлка (в зависимости от дороги)
- Расстояние от административного центра района — города Луховицы
  - 21 км на северо-восток от центра города
  - 31 км по дороге от границы города (через Красную Пойму, Озерицы и Белоомут)
  - 48 км по дороге от границы города (по Новорязанскому шоссе через Алпатьево)